# Irina Kirillova
Pour les articles homonymes, voir Kirillova.
Irina Kirillova (en russe : Ирина Владимировна Кириллова) (née Parkhomtchouk le 15 mai 1965 à Toula)  est une ancienne joueuse russo-croate de volley-ball. Elle mesure 1,80 m et jouait au poste de passeuse. Considérée comme une des meilleures joueuses de tout temps, elle a également possédé la nationalité croate.

## Clubs
| Club                       | De        | À         |
| -------------------------- | --------- | --------- |
| Ouralotchka Iekaterinbourg | 1988-1989 | 1989-1990 |
| Mladost Zagreb             | 1991-1992 | 1993-1994 |
| Pallavolo Sumirago         | 1994-1995 | 1995-1996 |
| Volley Modena              | 1996-1997 | 1996-1997 |
| EC Pinheiros               | 1997-1998 | 1997-1998 |
| Volley Bergamo             | 1998-1999 | 1998-1999 |
| Virtus Reggio Calabria     | 1999-2000 | 2000-2001 |
| Pallavolo Sirio Perugia    | 2001-2002 | 2003-2004 |
| Chieri Volley              | 2005-2006 | 2005-2006 |
| Dinamo Moscou              | 2008-2009 | 2008-2009 |
| Asystel Volley Novara      | 2009-2010 | 2009-2010 |
| Ouralotchka NTMK           | fév 2012  | mai 2012  |

## Palmarès

### Équipe nationale
- Jeux olympiques
  -  1988 à Séoul.
- Championnat du monde
  - Vainqueur : 1990
- Championnat d'Europe
  - Vainqueur : 1989, 1991
  - Finaliste : 1995, 1997

### Clubs
- Ligue des champions
  - Vainqueur : 1981, 1982, 1983, 1987, 1990, 1991, 1999
- Coupe de la CEV
  - Vainqueur : 1995, 2000
- Coupe des Coupes
  - Vainqueur : 1986, 1997
- Championnat d'URSS
  - Vainqueur : 1981, 1982, 1986, 1987, 1988, 1989, 1990
- Coupe d'URSS
  - Vainqueur : 1981, 1982, 1983, 1986, 1987, 1989.
- Championnat de Croatie
  - Vainqueur : 1991
- Championnat d'Italie
  - Vainqueur : 1999, 2001, 2003
- Coppa Italia
  - Vainqueur : 2000, 2001, 2003
- Supercoppa Italia
  - Vainqueur : 1999, 2001
- Championnat de Russie : 
  - Vainqueur : 2009.

### Distinctions individuelles
- Championnat du monde de volley-ball féminin 1990: MVP.
- Ligue des champions de volley-ball féminin 2003-2004: Meilleure passeuse[1].
- Ligue des champions de volley-ball féminin 2008-2009: Meilleure passeuse.